# Pisca andina
La pisca andina es una sopa o caldo de preparación sencilla, hecho a base de cilantro, cebollín y agua, papas cortadas en trozos, huevo y leche. La pisca andina es representativa y nativa de los Andes venezolanos y es comúnmente consumida durante el desayuno. Es típicamente acompañada con arepa de trigo o arepa de maíz. La papa, producto por excelencia de la región andina, es ingrediente distintivo de la preparación.

## Variaciones
Existen diversas variaciones de la pisca andina, entre las que se pueden encontrar:
La pisca negra sólo contiene agua y los aliños, los cuales se fríen previamente. Adicionalmente se le agrega un poco de cilantro picado. 
La pisca andina blanca o cuajado, tiene una papa picada por plato; se le agrega cebollín picado y sofrito, un trozo de queso, una cucharada de queso desboronado por plato y un huevo por ración, y se retira del fuego, dejando reposar el caldo para que los huevos se cocinen y queden blandos. De último se agrega 1/4 de taza de leche por porción, sin dejar hervir la leche.
El caldo de papas es la misma receta, con la diferencia de que el caldo debe ser de lagarto, costilla de res o pollo.